# Nancy MacKenzie
Nancy MacKenzie Seput (Lima, 6 de diciembre de 1942-Ciudad de México, 14 de junio de 2024) fue una actriz peruanomexicana, conocida por su trabajo en doblaje y actuación en televisión.

## Primeros años
Nancy MacKenzie nació en 1942 en Lima, Perú, y se mudó a México a los 22 años.

## Carrera
MacKenzie comenzó su carrera como bailarina de folklore peruano antes de pasar a la actuación en las telenovelas peruanas producidas por  Panamericana Television. Protagonizó telenovelas mexicanas y prestó su voz a actrices como Diane Keaton, Sigourney Weaver y Bette Midler.
MacKenzie hizo el doblaje en español para América Latina de Marge Simpson en las primeras quince temporadas de Los Simpson.
Su carrera en el doblaje se extendió por más de cinco décadas. Otros personajes a los que prestó su voz incluyen a la Srta. Keane (Las chicas superpoderosas), Sailor Galaxia (Sailor Moon), Trinity (The Matrix), etc.

## Fallecimiento
MacKenzie falleció el 14 de junio de 2024 a la edad de 81 años, pero por respeto a su familia la noticia se dio a conocer tres días después, sus restos fueron cremados. Su último trabajo había sido retomar a Sailor Galaxia en Sailor Moon Cosmos - Partes 1 y 2 respectivamente en abril de 2024 bajo la dirección de Patricia Acevedo en los estudios de VSI Mexico City cómo lo dio a conocer en una entrevista con la cantante mexicana Jade, pero para la mezcla final fue reemplazada por Julieta Rivera debido a las nuevas exigencias del doblaje que fueron establecidas por Naoko Takeuchi poco después de su fallecimiento, sin embargo, se puede oir su voz en algunas reacciones.
Adicionalmente a esto, en los créditos de doblaje de Netflix de Sailor Moon Cosmos - Parte 1 se le da una dedicatoria en forma de homenaje, como dato de color, la imagen usada de Galaxia es una versión alterada de un fanart ilustrado por el artista italiano trigun29/BacciRiccardo.

## Filmografía

### Películas
- The Death and Life of John F. Donovan - Barbara Haggermaker (Kathy Bates) (2018)
- Un despertar glorioso - Colleen Peck (Diane Keaton) (2010)
- La sangre que nos une (1996) - Bessie Wakefield (doblaje original)
- La buena madre (1988) - Anna Dunlop
- Baby Boom (1987) - J.C. Wiatt (doblaje mexicano) Bette Midler
  - Fantasía 2000 (1999) - Ella misma
  - Aquel viejo sentimiento (1997) - Lily Leonard
  - Abracadabra (1993) - Winifred Sanderson (doblaje original)
  - Dos rivales tras un canalla (1987) - Sandy Brozinsky
  - Un vagabundo con suerte (1986) - Barbara Whiteman  Kathy Bates
  - The Death and Life of John F. Donovan (2018) - Barbara Haggermaker
  - El misterio de la libélula (2002) - Sra. Belmont (doblaje original)
  - Tomates verdes fritos (1991) - Evelyn Couch (doblaje original y redoblaje)
  - Misery (1990) - Annie Wilkes (redoblaje)  Ellen Burstyn
  - El secreto de Adaline (2015) - Flemming
  - Divinos secretos (2002) - Viviane Joan "Vivi" Abbott Walker
  - El club de las niñeras (1995) - Emily Haberman
  - Cuando un hombre ama a una mujer (1994) - Emily  Judi Dench
  - Orgullo y prejuicio (2005) - Lady Catherine
  - La batalla de Riddick (2004) - Aeron
  - 007: Otro día para morir (2002) - M
  - Atando cabos (2001) - Agnes Hamm (redoblaje)  Debbie Reynolds
  - Connie y Carla (2004) - Ella misma
  - Halloweentown 2: La venganza de Kalabar (2001) - Aggie Cromwell
  - Halloweentown (1998) - Aggie Cromwell  Barbara Carrera
  - Nunca digas nunca jamás (1983) - Fatima Blush
  - Condorman (1981) - Natalia
  - La isla del Dr. Moreau (1977) - María  Dorothy McGuire
  - Verano mágico (1963) - Margaret Carey
  - La ciudadela de los Robinson (1960) - Mamá Robinson
  - Su más fiel amigo (1957) - Katie Coates  Vilma Degischer
  - Sissi y su destino (1957) - Duquesa Sofía
  - Sissi emperatriz (1956) - Duquesa Sofía
  - Sissi (1955) - Duquesa Sofía  Shirley MacLaine
  - The Last Word (2017) - Harriett (doblaje de Buena Vista)
  - Carolina (2011) - Abuela Millicent Mirabeau  Joan Rivers
  - Mostly Ghostly 2 (2014) - Abuela Doyle
  - Napoleón (1995) - Mamá Pingüino  Mary Black
  - El culto siniestro (2006) - Hermana Oak
  - Florece la esperanza (2003) - Sra. Peterson  Gena Rowlands
  - La llave maestra (2005) - Violet Devereaux
  - Mi querido intruso (1991) - Marilyn Bella  Carrie-Anne Moss
  - Matrix recargado (2003) - Trinity
  - Matrix (1999) - Trinity  Jane Alexander
  - El Aro (2002) - Dra. Grasnik
  - Fuga nocturna (1982) - Doris Strelzyk  Joan Collins
  - Los Picapiedra en Viva Rock Vegas (2002) - Perla Rocaplata
  - Relatos de la cripta (1972) - Joanne Clayton  Pamela Reed
  - Prueba de vida (2000) - Janis Goldman
  - Junior (1994) - Angela  Barbara Babcock
  - Jinetes del espacio (2000) - Barbara Corvin
  - Un horizonte lejano (1992) - Nora Christie  Andie MacDowell
  - Los Muppets en el espacio (1999) - Shelley Snipes
  - Michael: Tan sólo un ángel (1996) - Dorothy Winters  Miriam Margolyes
  - Babe 2: El puerquito va a la ciudad (1998) - Fly
  - Babe: El puerquito valiente (1995) - Fly  Bo Derek
  - Tommy Boy (1995) - Beverly
  - 10, la mujer perfecta (1979) - Jenny Hanley  Faith Prince
  - Mi papá es un héroe (1994) - Diana
  - Dave' (1993) - Alice (doblaje original) Mary Wickes
  - Cambio de hábito (1992) - Hermana Mary Lazarus
  - Napoleón y Samantha (1972) - Trabajadora de la oficina de empleos  Sigourney Weaver
  - Los Cazafantasmas II (1989) - Dana Barrett (doblaje original)
  - Gorilas en la niebla (1988) - Dian Fossey  Jill Ireland
  - Asesinato (1987) - Primera Dama Lara Royce Craig
  - Asesino a precio fijo (1972) - Prostituta  Vera Miles
  - Psicosis II (1983) - Lila Loomis (redoblaje)
  - El indio y el soldado (1973) - Doris  Yvette Mimieux
  - El abismo negro (1979) - Dra. Kate McCrae
  - Entre monos te veas (1967) - Maria Riserau  Barbara Harris
  - Un viernes alocado (1976) - Ellen Andrews (doblaje original)
  - Trama macabra (1976) - Blanche Tyler  Maureen O'Hara
  - El gran Jack (1971) - Martha McCandles
  - Operación cupido (1961) - Maggie McKendrick  Otros:
  - La pajareada (2011) - Edith Preissler (JoBeth Williams)
  - Una Navidad con Daniel el travieso (2007) - Mujer (Jane Gilchrist)
  - Sin reservas (2007) - Anna (Dearbhla Molloy) / Sra. Peterson (Celia Weston)
  - Un papá con pocas pulgas (2006) - Mujer en restaurante (Jan Devereaux)
  - Scary Movie 4 (2006) - Aldeana (Anna Ferguson)
  - La intérprete (2005) - Davis (Lynne Deragon)
  - Los Thunderbirds (2004) - Voz de computadora de los Thunderbirds
  - Las ex novias de mi novio (2004) - Mamá de Stacy (Sharon Lawrence)
  - La sonrisa de Mona Lisa (2003) - Sra. Warren (Donna Mitchell)
  - Mis últimos días: las invasiones bárbaras (2003) - Madame Pelletier (Lise Roy)
  - The Cheetah Girls 2 (2003) - Sra. Reynosa (Sue Flack)
  - Amor a segunda vista (2002) - Helen Wade (Charlotte Maier)
  - Eterna juventud (2002) - Sra. Foster (Amy Irving)
  - La cosa más dulce (2002) - Mamá de Judy (Judith Chapman)
  - Nunca más (2002) - Sra. Hiller (Janet Carroll)
  - Tadpole (2002) - Dianne Lodder (Bebe Neuwirth)
  - Inteligencia artificial (2001) - Hada azul (Meryl Streep)
  - Evolución (2001) - Carla (Michelle Wolff)
  - Miss Simpatía (2001) - Kathy Morningside (Candice Bergen)
  - ¿Qué más podría pasar? (2001) - Edwina (Siobhan Fallon)
  - Tres divas y un agente (2001) - Beryl Mason (Elizabeth Taylor)
  - Las estafadoras (2001) - Barbara (Anne Bancroft) (doblaje de Buena Vista y tercera versión)
  - Hombre de familia (2000) - Sra. Betty Peterson (Ruth Williamson) (2ª versión)
  - Cadena de favores (2000) - Grace (Angie Dickinson)
  - Los Dukes de Hazzard: Peligro en Hollywood (2000) - Daisy Duke (Catherine Bach)
  - Los Picapiedra en Viva Rock Vegas (2000) - Vilma Rocaplata (Kristen Johnston)
  - Juegos sexuales (1999) - Sra. Cadlwell (Christine Baranski)
  - La última puerta (1999) - Liana Telfer (Lena Olin)
  - Mensaje de amor (1999) - Lina Paul (Illeana Douglas)
  - Té con Mussolini (1999) - Lady Hester Random (Maggie Smith)
  - Viaje al peligro (1999) - Sra. Hofflund (Gillian Barber)
  - La institutriz - Sra. Cavendish (Harriet Walter) (1998)
  - El cazador (1998) - Lynn (Leslie Easterbrook)
  - El gran Simon (1998) - Abuela Wenteworth (Dana Ivey)
  - Los miserables (1998) - Madre Superiora (Kathleen Byron) / Madame Gilot (Janet Henfrey)
  - El Pico de Dante (1997) - Dra. Jane Fox (Lee Garlington)
  - Jornada del corazón (1997) - Janice Johnston (Cybill Shepherd)
  - Medianoche en el jardín del bien y del mal (1997) - Minerva (Irma P. Hall)
  - Poder absoluto (1997) - Valerie (Elaine Kagan)
  - Un hada muy especial (1997) - Rogers (Lynn Redgrave)
  - Retrato de una dama (1996) - Condesa Amy Gemini (Shelley Duvall) (doblaje mexicano)
  - Jim y el durazno gigante (1996) - Tía Spike (Joanna Lumley)
  - Matilda (1996) - Agatha Tronchatoro (Pam Ferris) (doblaje para cine)
  - Space Jam: El juego del siglo (1996) - Adivina (Linda Lutz)
  - Las aventuras de Pinocho (1996) - Leona (Geneviève Bujold)
  - Twister (1996) - Meg Greene (Lois Smith)
  - Un día muy especial (1996) - Melanie Parker (Michelle Pfeiffer)
  - Pesos completos (1995) - Sra. Garner (Nancy Ringham)
  - Cagney y Lacey: Amistad honesta (1995) - Gerri Croft (Angela Fusco)
  - El patio (1995) - Cathleen Fitzgerald (Bonnie Bartlett)
  - Plegaria de una madre (1995) - Rosemary Holmstrom (Linda Hamilton)
  - Recuerdos de amores pasados (1995) - Em Reed (Jean Simmons)
  - Seven: Pecados capitales (1995) - Sra. Gould (Julie Araskog)
  - Un tranvía llamado deseo (1995) - Eunice (Rondi Reed)
  - Campamento perdido (1994) - Nancy Prescott (Kate Mulgrew)
  - Corina, Corina (1994) - Jevina (Jenifer Lewis)
  - Don Juan DeMarco (1994) - Marilyn Mickler (Faye Dunaway)
  - Ricky Ricón (1994) - Recepcionista (Rachel Stephens)
  - El tumor que cambio mi vida (1994) - Joyce Wadler (Meredith Baxter)
  - La mamá de David (1994) - Sally Goodson (Kirstie Alley)
  - La venganza de los nerds 4 (1994) - Elizabeth "Betty" Skolnick (Julia Montgomery)
  - Mujercitas (1994) - Hortencia (Michele Goodger)
  - ¡Viven! (1993) - Eugenia Parrado (Jan D'Arcy)
  - Las aventuras de Huckleberry Finn (1993) - Mujer delgada (Frances Conroy)
  - Abraham (1993) - Sarah (Barbara Hershey)
  - El fugitivo (1993) - Voz de policía en la radio / Enfermera que atiende al Sr. Johnson
  - Los hijos de otras mujeres (1993) - Mira (Linda Darlow)
  - Promesas rotas (1993) - Ella Sabin (Polly Draper)
  - Dave (1993) - Nina Totenberg / otros (doblaje original)
  - Donato y Dena (1993) - Andrea Loring (Kim Weeks)
  - Asesinato entre amigas (1992) - Detective Patricia Staley (Loretta Swit)
  - Venganza (1992) - Betty Broderick (Meredith Baxter)
  - Mujer bonita (1990) - Vivian Ward (Julia Roberts) (doblaje original)
  - !Quiero que vuelva! (1990) - Katherine Slade (Valerie Haper)
  - El testigo (1989) - Geneva Miller (Lesley-Anne Down)
  - El misterio del abismo (1989) - Dr. Diane Norris (Cindy Pickett)
  - Las ligas mayores (1989) - Rachel Phelps (Margaret Whitton)
  - Terror al acecho (1989) - Alexandra Maynard (Jill Clayburgh)
  - La serpiente y el arco iris (1988) - Marielle Duchamp (Cathy Tyson)
  - Mystic Pizza (1988) - Polly Windsor (Ann Flood) (redoblaje)
  - Tucker: Un hombre y su sueño (1988) - Vera Tucker (Joan Allen)
  - La unión hace la fuerza (1988) - Alice Grayson (Georgann Johnson)
  - Blanca Nieves (1987) - La Reina Buena, la madre de Blanca Nieves (Dorit Adi)
  - Hansel y Gretel (1987) - Maria (Emily Richard)
  - Dos tipos rudos (1986) - Belle (Alexis Smith) / Voces adicionales
  - Peggy Sue, su pasado la espera (1986) - Peggy Sue Kelcher-Bodell (Kathleen Turner)
  - Luna de miel embrujada (1986) - Susan (Jo Ross)
  - Pesadilla en la calle del infierno 2: La venganza de Freddy (1985) - Sra. Webber (Melinda O. Fee)
  - Escuela de genios (1985) - Sherry Nugil (Patti D'Arbanville)
  - Plaza Sésamo presenta: Sigan a esa ave (1985) - Srta. Finch (Sally Kellerman) (redoblaje)
  - Noticias escritas en sangre (1985) - Christine Connelly (Mariel Hemingway)
  - Amor en foco (1984) - Joan Cummings (Ann Wedgeworth)
  - Oro maldito (1983) - Helen McCann (Jane Lapotaire)
  - ¿Quién cuidará de mis hijos? (1983) - Lucile Fray (Ann-Margret)
  - El resplandor (1980) - Doctora (Anne Jackson)
  - Kavik, el perro lobo (1980) - Laura Evans (Linda Sorensen)
  - Solo contra el mundo (1980) - Bettina Daley (Olivia Hamnett)
  - La banda de Loro cabalga de nuevo (1979) - Martha Osten (Audrey Totter)
  - El enjambre (1978) - Anne MacGregor (Lee Grant)
  - Una historia diferente (1978) - Stella Cooke (Meg Foster)
  - Un viernes alocado (1976) - Srta. Lucille Gibbons (Brooke Mills) (redoblaje)
  - El perro fiscal (1976) - Betty Daniels (Suzanne Pleshette)
  - Autosecuestradores (1976) - Carolyn (Barbara Feldon)
  - El alimento de los dioses (1976) - Sra. Skinner (Ida Lupino)
  - El fugitivo Josey Wales (1976) - Abuela Sarah (Paula Trueman)
  - El último testigo (1974) - Lee Carter (Paula Prentiss)
  - Sugar Hill (1974) - Celeste (Betty Anne Rees)
  - Oestelandia (1973) - Reina Medieval (Victoria Shaw)
  - La ira divina (1972) - Sra. de la Plata (Rita Hayworth)
  - Ranas (1972) - Mujer en automóvil (Carolyn Fitzsimmons)
  - Así habla el amor (1971) - Sheba Moskowitz (Katherine Cassavetes)
  - El pato de los huevos de oro (1971) - Eunice Hooper (Virginia Vincent)
  - Willy Wonka y su fábrica de chocolate (1971) - Sra. Tevi (Nora Denney) (doblaje SISSA)
  - Barrabás, el perro ladrón (1969) - Kim Lawrence (Mary Ann Mobley)
  - Servicio de asesinatos y compañía (1969) - Eleanora Spado (Annabella Incontrera)
  - Cupido motorizado (1968) - Carol Benett (Michele Lee)
  - Un gato del FBI (1965) - Ingrid Randall (Dorothy Provine)
  - El príncipe y el mendigo (1962) - Princesa Elizabeth (Katya Douglas)
  - El perro lanudo (1959) - Freeda Daniels (Jean Hagen)
  - Imitación de la vida (1959) - Annie Johnson (Juanita Moore)
  - La mujer robada (1956) - Cathy Reno (Debra Paget)
  - Marty (1955) - Tía Catherine (Augusta Ciolli)
  - La mujer codiciada (1952) - Louise Merritt (Susan Hayward)
  - Un enviado del cielo (1947) - Julia Brougham (Loretta Young)
  - Arsénico y encaje (1944) - Abby Brewster (Josephine Hull)
  - Nunca serás rico (1941) - Sra. Barton (Ann Shoemaker)
  - El pájaro azul (1940) - La Luz (Helen Ericson)
  - El huracán (1937) - Madame DeLaage (Mary Astor)
  - Una noche en la ópera (1935) - Sra. Claypool (Margaret Dumont)

### Películas animadas
Susanne Blakeslee
- Cuentos encantados: Sigue tus sueños - Narradora
- El club de los villanos con Mickey y sus amigos - Cruella de Vil
- La Navidad Mágica de Mickey: ¡Reunidos para celebrar! - Cruella de Vil
- 101 dálmatas II: Una nueva aventura en Londres - Cruella de Vil

April Winchell
- Mickey, Donald, Goofy: Los tres mosqueteros - Clarabella (2004)
- 101 dálmatas de vacaciones - Cruella de Vil (1998)

Freda Foh Shen
- Mulán 2 - Fa Li (2004)
- Mulán - Fa Li (1998)

Christy Landers
- La princesa encantada 3: El misterio del tesoro encantado - Reina Uberta (1998)
- La princesa encantada 2: El secreto del castillo - Reina Uberta (1997)

Otros:
- Ben-Hur, la película animada - Miriam (Tabitha St. Germain) (2003)
- Las chicas superpoderosas: La película - Señorita Keane (Jennifer Hale) (2002)
- El club de los villanos con Mickey y sus amigos - Reina de Corazones (Tress MacNeille) (2002)
- Bob el constructor: Una navidad inolvidable - Sra. Potts (2001)
- La leyenda mágica de los gnomos - Reina Morag (Harriet Walter) (1999)
- La tierra antes del tiempo VI: El secreto de la roca del dinosaurio - Abuela de Pie Pequeño (1998)
- Hormiguitaz - Mariquita (1998)
- El jardín secreto - Sra. Medlock (Honor Blackman) (1994)
- Bernardo y Bianca en Cangurolandia - Madre de Cody (1990)
- Patoaventuras, la película: El tesoro de la lámpara perdida - Sra. Featherby (June Foray) (1990)
- El Pato Lucas: Cazamonstruos - Melissa (B.J. Ward) / Dolores (Bea Benaderet) (1988)
- Policías y ratones - Reina Ratonia (1986)
- El caldero mágico - Orvina (1985)
- La película del Pato Lucas: Isla fantástica (1983) - Mona Lisa / Dos gallinas
- El último unicornio - Molly Grue (1982) (2do doblaje)
- Una ratoncita valiente - Sra. Fitzgibbons (1982) (doblaje original)
- Bugs Bunny's 3rd Movie: 1001 Rabbit Tales (1982) - Sra. Elvis Gorila (ambos doblajes) / Madre de Jack / Bruja Hazel (doblaje original) / Sra. Silvestre (redoblaje)
- El show de Bugs Bunny y sus amigos (1979) - Mujer (doblaje original)
- Los Pitufos y la flauta mágica (1975) - Clotilde (Ginette Garcin) (doblaje original)
- La Cenicienta - Narradora (1950) (redoblaje)

### Películas de anime
- Sailor Moon Cosmos - Parte 1 - Sailor Galaxia (reacciones)
- Sailor Moon Cosmos - Parte 2 - Sailor Galaxia (reacciones)

### Anime
- Sailor Moon Sailor Stars - Sailor Galaxia
- Las chicas superpoderosas Z - Srta. Keane
- Sailor Moon S - Yuyal
- La abejita Hutch - Narración
- Sally, la brujita - Reina malvada (ep. 25) / Reina del invierno (ep. 49)
- Kitaro - Anciana de los polvos / Abuela de Nagoja (ep. 22)
- El duende mágico - Madre de Helen (2ª voz)
- Cowboy Bebop - Hermana Clara
- Dragon Quest: The Adventure of Dai - Nabara
- Teatro de Horror - Voces adicionales
- Naruto - Voces adicionales

### Series animadas
Tress MacNeille
- Los Simpson - Anciana en comercial
- Las aventuras de Silvestre y Piolín - Gertrude / Katarina
- Los campeones (serie animada) - Trina
- Las aventuras de los osos Gummi - Lady Ponzoña
- Chip y Dale al rescate - Cassandra, la polilla adivina (1989)

Elizabeth Taylor
- Los Simpson - Ella misma
- El Capitán Planeta y los planetarios - Sra. Andrews

Jennifer Hale
- Las chicas superpoderosas - Srta. Keane (1999-2005)
- Las chicas superpoderosas: Noche buena, niña mala - Srta. Keane (2003)

Otros:
- Los Simpson - Marge Simpson (temps. 1-15) / Jacqueline Bouvier (joven) (1989)
- Beat Bugs - Abuela Bee (temp. 3) (2018)
- La casa de Mickey Mouse - Clarabella (temps. 1-4) (2006-2012)
- Los Dukes - Daisy Duke (Catherine Bach) (1983)
- Los 13 fantasmas de Scooby-Doo - Daphne Blake (1985-1986)
- Los Pitufos - Madre Naturaleza / Clorhidris / Imperia / Tallullah / Narizota / ¿Dama Bárbara (1era voz)? / Voces adicionales (1981-1986)
- George de la selva - Úrsula / Jane / Marigold (1967-1970)
- El show del ratón - Hada azul / Cruella de Vil / Clarabella / Mamá de Goofy / Voces adicionales
- Gasparín (1996) - Srta. Banshee
- Los pequeños Tom y Jerry - Srta. Vavoom (temp. 1) / Voces adicionales
- La vida y obra de Juniper Lee - Madame Rothchild (ep. 10)
- Los pequeños Muppets - Nanny
- La casa de los dibujos - Nanny (un ep.)
- Kim Possible - Sra. Hatchett / Voces adicionales
- Chip y Dale al rescate - Desirée D'Allure / Canina LaFur
- Las nuevas aventuras de Winnie Pooh - Cangu
- Las aventuras de los osos Gummi - Lady Veneno / Ursa
- Hi Hi Puffy AmiYumi - Madame Blubbery
- Caillou - Dra. Forester
- Mortimer y Arabel - Secretaria
- Patoaventuras (2017) - Glittering Goldie (Temp. 1)
- ¡Ponte en onda, Scooby-Doo! - Mamá de Nate (ep. 22)
- Enredados otra vez: La serie - Madame Canardist
- Aaahh Monstruos! - Voces adicionales
- Beavis & Butt-Head - Voces adicionales
- Invasor Zim - Voces adicionales
- Looney Tunes - Voces adicionales
- (Des)encanto - Voces adicionales

### Series de TV
Joan Collins
- Dinastía - Alexis Carrington Colby
- La niñera - Joan Sheffield

Catherine Bach
- Enos - Daisy Duke (ep. 8) (1980)
- Los Dukes de Hazzard - Daisy Duke (1979-1985)

Otros:
- Las brujas de Mayfair - Carlotta Mayfair (Beth Grant) (2023)
- Esposas desesperadas - Martha Hubber (Christine Estabrook) (2004-2012)
- Lost - Helen Norwood (Katey Sagal) (2005-2006)
- Se hará justicia - Rosalyn Shays (Diana Muldaur) (1989-1991)
- Mis dos papás - Juez Margaret W. Wilbur (Florence Stanley) (1987-1990)
- Los años dorados - Blanche Devereaux (Rue McClanahan)
- Los Hart investigadores - Jennifer Hart (Stefanie Powers)
- La niñera
  - Nana Clara Mueller (Cloris Leachman) (temp. 1, ep. 10)
  - Elizabeth Sheffield (Dina Merrill) (temp. 3, ep. 9)
  - Elizabeth Taylor (temp. 3, ep. 22)
  - Margo Lange (Joan Van Ark) (temp. 5, ep. 12) (1998)
- Hannah Montana - Ruthie Ray Stewart (Vicki Lawrence) (2ª voz)
- Hermana, hermana - Lisa Landry (Jackée Harry) (1ª voz)
- Bill, el Científico - Voces adicionales
- Crapston Villas - Delia
- Con el viento a mis espaldas - Honney Bailey (Cynthia Belliveau/Laura Bruneau)
- Hércules: Los viajes legendarios - Hera (Meg Foster) (1ª voz)
- Guardianes de la bahía - Teniente Taylor Walsh (Angelica Bridges)
- CSI: New York - Jessica Freemont (Rebecca Staab) (temp. 2, ep. 3)
- Misterios sin resolver
  - Betty Cash ("Lo inexplicable: El OVNI de Texas")
  - Oleta Celin ("Fraude: Barbara Helga King, la condesa estafadora")
  - Jan Mucklestone ("Lo inexplicable: Los fantasmas de la Destilería de Moss Beach")
  - Pamela Turlow-Wilson ("Lo inexplicable: El fantasma de María Resurrección")
  - Cynthia Roark ("Lo inexplicable: John y Patti Eggleston, y Paige Roark")
- Academia de modelos - Terry (Terry Shane)
- Doctor doctor - Dra. Leona Linowitz (Anne Ramsey)
- Roxana Banana - Abuela Cole (1984)
- Cortes y puntadas - Wallace Forstythe (Patti D'Arbanville) (temp. 1, ep. 4)
- El hombre nuclear - Da Nay (Robin Mattson) (temp. 5, ep. 16)
- Tocado por un ángel
  - Ruth Ann Russell (Wendy Phillips) (temp. 1, ep. 1) (1994)
  - Sandy Latham (Elizabeth Ashley) (temp. 2, ep. 16) (1995)
  - Marian Campbell (temp. 2, ep. 31) (1996)
  - Hattie Greene (Celeste Holm) (Temp 3 ep 1) (1996)
  - Harriet Miller (Linda Kelsey) (temp. 3, ep. 44) (1996)
- Hechiceras
  - Bruja Malvada (Natalia Nogulich) (temp. 5, ep. 91)
  - Nanta (Meagen Fay) (temp. 8, ep. 167) (2006)
- Dallas - Voces adicionales
- Acción mortal
  - Martha (Marcia Strassman) (temp. 1, ep. 10)

Personajes episódicos
- Automan (1983-1984)
  - Rubia (K.C. Winkler) (ep. 3)
  - Periodista en TV (ep. 7)
  - Teresa "Terry" Fuentes (Gina Gallego) (ep. 8)
  - Kevie Wright (Mindi Iden) (ep. 11)
  - Voces adicionales

### Miniseries
- La odisea - Antíclea (Irene Papas) (1997)
- Napoleón & Josefina - Josefina de Beauharnais (Jacqueline Bisset) (1987)

### Documentales
- America undercover: Life after life - Médium Anne
- Ama a Marilyn - Ellen Burstyn
- La búsqueda (2020) - Voces adicionales
- Vivir 100 años: Los secretos de las zonas azules - Voces adicionales
- Corresponsal - Voces adicionales

### Telenovelas brasileñas
Aracy Balabanian
- Sabor de la pasión - Hermínia Lemos (2002-2003)
- El color del pecado - Germana (2004)
- Bajo la luna - Leontina (2005)

Elizângela
- El clon - Noêmia (2001-2002)
- Señora del destino - Djenane (2004-2005)
- Cobras y lagartos - Shirley Miranda Café (2006)

Eva Wilma
- Terra Esperanza - Doña Rosa (2002)
- Páginas de la vida - Jueza Laura Torgano (2006)

Otros
- Paraíso tropical - Iracema Brandão (Daisy Lúcidi) (2007)
- La casa de las siete mujeres - Doña Ana Joaquina (Bete Mendes) (2003)
- Puerto de los Milagros - Augusta Eugenia Proença (Arlete Salles) (2001)
- Uga Uga - Violeta (Betty Erthal) (2000)

### Videojuegos
- Dark Reign: The Future of War - Computadora (Kimberly Brooks)
- La isla LEGO - Mamá Bloquini (June Foray)
- LEGO Los Increíbles - Voces adicionales

### Especiales de TV
- Scooby-Doo, actor de Hollywood - Recepcionista / Secretaria / Mesera